# 埃戈里夫卡 (普里盧基區)
50°35′28″N 32°27′10″E / 50.59111°N 32.45278°E
埃戈里夫卡（烏克蘭語：Єгорівка），是烏克蘭的村落，位於該國北部切爾尼戈夫州，由普里盧基區負責管轄，始建於1600年，面積1.33平方公里，海拔高度119米，2001年人口755，人口密度每平方公里570人。